# As Aventuras de Agamenon, o Repórter
As Aventuras de Agamenon, o Repórter é um filme brasileiro de 2012, uma comédia sobre o personagem Agamenon Mendes Pedreira, criado pelos humoristas Hubert e Marcelo Madureira (integrantes do Casseta & Planeta) para o jornal O Globo. Teve sua estreia em 6 de janeiro de 2012.

## Elenco
- Marcelo Adnet como Agamenon
- Luana Piovani como Isaura Melo Pinto (Isaurinha)
- Marcelo Madureira como  Dr. Jacintho Leite Aquino Rêgo
- Hubert como Agamenon (50 anos)
- Daisy Lucidi como Isaura (50 anos)
- Luís Carlos Miele como Sr. Melo Pinto
- Alcione Mazzeo como Sra. Melo Pinto
- Tonico Pereira como Edward Smith, capitão do RMS Titanic
- Cláudio Tovar como Tom Gilberto
- Xando Graça como Getúlio Vargas
- Leandro Firmino como Matador
- Guilhermina Guinle como Eva Braun
- Robson Nunes como Ronaldo Fenômeno
- Caetano Veloso como Ele mesmo
- Fernando Henrique Cardoso como Ele mesmo
- Jô Soares como Ele mesmo
- Ruy Castro como Ele mesmo
- Pedro Bial como Ele mesmo
- Nelson Motta como Ele mesmo
- Paulo Coelho como Ele mesmo
- Susana Vieira como Ela mesma
- Zeca Pagodinho como Ele mesmo

## Recepção
O filme despertou opiniões negativas da crítica especializada. O portal Cineclick avaliou com uma de cinco estrelas, chamando o filme de "coleção de esquetes". O portal Pipoca Moderna avaliou com uma estrela e meia, dizendo que "o longa alterna pouquíssimas piadas realmente boas e inteligentes com escatologia infantil e ideias batidas".